# スコーピオン (マーベル・コミック)
スコーピオン (Scorpion)は、スパイダーマンシリーズに登場する代表的なスーパーヴィランのひとり。強力なサソリ型のバトルスーツとパワフルな尻尾を駆使して戦う。

## 初代

### 原作漫画
本名は、マック・ガーガン(MacDonald "Mac" Gargan)。
元々は落ちぶれた私立探偵だった。ピーター・パーカーが常にスパイダーマンの写真を撮れる秘訣を知りたかったデイリー・ビューグル発行人、J・ジョナ・ジェイムソンは、調査料が非常に安いことからガーガンにピーターの尾行を依頼した。しかし、尾行は失敗してしまい、ジェイムソンは新たな計画を思いつく。それは、動物変異の原因を発見したファーリー・スティルウェル博士の協力を得て、スパイダーマンよりも強力な人間を作ることだった。ジェイムソンから1万ドルを受け取ったガーガンは実験の被検体となることを承諾し、放射線と科学的処置を幾度となく受けた。その結果、彼は自然界におけるクモの敵・サソリ(スコーピオン)のパワーを手に入れたのであった。
スパイダーマンの2倍もの攻撃力を得たガーガンは、スパイダーマンを2度も打ちのめした。しかし、後援者であったジェイムソンは世間体を気にして自分との距離を置き始めた。その事に強い憎しみを覚えた彼は、ジェイムソンを襲撃しようとするのだったが、床にウェブを貼り巡らされて身動きが取れなくなり、背後から尻尾を引き剥がされて3戦目にしてとうとうスパイダーマンに敗北するのであった。
この件以降も、スパイダーマンとジェイムソンを倒すためだけに生きているガーガンは何度も2人の前に立ちはだかることになる。
- 1965年発行のアメイジング・スパイダーマン第20号でスコーピオンとしての初登場を果たし、グリーンゴブリンやドクター・オクトパスと並んでスパイダーマンを代表する悪役の一人として、度々、スパイダーマンの前に立ちはだかってきた。
- 2005年発行の『Marvel Knights: Spider-Man』第9号からは、ヴェノムの宿主となって、スパイダーマンやアベンジャーズの面々を苦しめた。また、2009年発行の『Dark Avengers』第1号では、ノーマン・オズボーンの指示を受けて偽スパイダーマンとなったこともある。
- 2005年発行の『Marvel Knights: Spider-Man』第10号においては、グリーンゴブリンと共に中心となってシニスター・トゥエルブを結成している。
- その後シンビオートを失い、2011年発行のアメイジング・スパイダーマン第652号からはアリスター・スマイス（英語版）の協力を得て手術を行い、再びスコーピオンとして活動している。

### アニメ映画
2018年公開の『スパイダーマン:スパイダーバース』に登場。ホアキン・コシオが声を担当。吹き替えは三宅健太が担当した。
ウィルソン・フィスク/キングピン の部下として登場し、スパイダーマンを執拗に追い詰める活躍を見せた。

### アニメ
- 1960年代のアニメ『スパイダーマン』ではカール・バナスが声を担当。
- 『スパイダーマン&アメイジング・フレンズ』ではニール・ロスが声を担当した。吹き替えは後藤哲夫が担当。
- 1990年代のアニメ『スパイダーマン』ではマーティン・ランドーが声を担当した。吹き替えは後藤哲夫が声を担当。
- 『マーベル スパイダーマン』ではジェイソン・スピサックが声を担当した。

### ゲーム
- スパイダーマン リーサルフォーズ（SFC） - 第6面のボスとして登場。
- スパイダーマン（PS） - ダラン・ノリスが声を担当。吹き替えは梁田清之が担当。
- スパイダーマン ミステリオの脅威（GBA） - ボスの1人として登場。
- SPIDER-MAN（PS2・GC・Xbox） - マイク・マッコールが声を担当。吹き替えは梁田清之が担当。
- スパイダーマン3（PS2・PS3・Wii） - ディー・ブラッドリー・ベイカーが声を担当。
- Marvel's Spider-Man（PS4） - ジェイソン・スピサックが声を担当。吹き替えは中尾隆聖が担当。

## 二代目
本名は、カーミラ・ブラック(Carmilla Black)。
2005年発行の『アメイジング・ファンタジー (vol. 2) 』第7号で初登場。ヴェノムとなっていたガーガンに代わって登場していた。しばらく政府機関S.H.I.E.L.D.に所属していたが、現在はフリーランス。

## スコーピア
本名は、エレイン・コール(Elaine Coll)。
女性版スコーピオンことスコーピア(Scorpia)は、1995年発行の『スパイダーマン パワー・オブ・テラー』第2号で初登場。同年発行の『スパイダーマン アンリミテッド』第9号では、ホブゴブリンを中心としたシニスター・セブンのメンバーとして活動していた。近年も稀に登場している。

## MCU版
マーベル・シネマティック・ユニバース（MCU）の『スパイダーマン:ホームカミング』では、マイケル・マンドが演じた。日本語吹替は青山穣が声を担当した。現在のところ、“スコーピオン”のヴィラン名はまだ登場していない。

### キャラクター像
エイドリアン・トゥームス/バルチャーの一味の取引相手である、多数の犯罪歴を持つ殺人鬼で、首元にサソリの刺青を掘っている。現在のところ、具体的なキャラクター像の描写は乏しいが、ハーマン・シュルツ/ショッカーからは「嫌な野郎」と評されており、アーロン・デイヴィスとも面識があったらしい。

### 描写
『スパイダーマン:ホームカミング』
物語中盤で、シュルツとフェリーにおいてハイテク武器の取引をしていたが、ピーター・パーカー/スパイダーマンの介入によって中断、取り押さえられ、バルチャーを駆るトゥームスに海に落とされた挙句、FBIに逮捕されてしまう。
物語のエンドクレジット後に酷い傷が残った顔つきで登場し、刑務所にてスパイダーマンへの報復を企み、同じく逮捕されて遭遇したトゥームスに彼の正体を尋ねるが、彼には「知っていたら、とっくに殺している」とはぐらかされる。